# Our Navy (film 1911 Vitagraph)
Our Navy è un cortometraggio muto del 1911. Il nome del regista non viene riportato nei credit del film.

## Produzione
Il film fu prodotto dalla Vitagraph Company of America.

## Distribuzione
Distribuito dalla General Film Company, il documentario - un cortometraggio in una bobina - uscì nelle sale cinematografiche USA il 2 ottobre 1911.